# 夏のFree&Easy
『夏のFree&Easy』（なつのフリーアンドイージー）は、日本の女性アイドルグループ乃木坂46の楽曲。2014年7月9日に乃木坂46の9作目のシングルとしてN46Div.から発売された。秋元康が作詞、井上トモノリが作曲した。楽曲のセンターポジションは西野七瀬が務めた。

## 背景とリリース
DVD付属のType-A・B・C、CDのみの通常盤の4形態で発売。センターポジションは前作に引き続き西野七瀬が務めた。生田絵梨花は進学準備のため、2014年4月20日の8thシングルの握手会で9thシングルへの不参加ならびに『16人のプリンシパル trois』終了後から乃木坂46としての一時活動休業を発表しており、本作にはアンダーを含めて参加していない。なお、このシングルのリリースをもって市來玲奈がグループを卒業した。
2014年7月11日に放送された『ミュージックステーション』（テレビ朝日）で本作の表題曲「夏のFree&Easy」が初披露された。
表題曲「夏のFree&Easy」は、6thシングル表題曲「ガールズルール」と同様キャッチーなアイドルソングで、エレキギターの疾走感が溢れる、前向きで元気な夏ソングに仕上がっている。
グループとして初のノンタイアップシングルとなった。

## プロモーション
ヒット祈願キャンペーンとして、世界一の高さを誇る茨城県牛久市の大仏・牛久阿弥陀大佛の螺髪を掃除する企画「世界一の大仏の頂上で清掃」に大仏ナインとして西野七瀬、若月佑美、深川麻衣、斉藤優里、堀未央奈、橋本奈々未、衛藤美彩、大和里菜、高山一実が選ばれ『乃木坂って、どこ?』で放送された。

## アートワーク
| Type-A 表 | 西野七瀬・他（選抜・アンダーメンバー） |
| Type-A 裏 | 秋元真夏・桜井玲香・西野七瀬・橋本奈々未・他（選抜・アンダーメンバー） |
| Type-B 表 | 秋元真夏・生駒里奈・伊藤万理華・井上小百合・衛藤美彩・川後陽菜・川村真洋・北野日奈子・斉藤優里・桜井玲香・高山一実・橋本奈々未・深川麻衣・星野みなみ・堀未央奈・大和里菜・若月佑美・和田まあや・他（選抜・アンダーメンバー） |
| Type-B 裏 | 秋元真夏・生駒里奈・井上小百合・衛藤美彩・斉藤優里・桜井玲香・白石麻衣・高山一実・橋本奈々未・堀未央奈・松井玲奈・大和里菜・他（選抜・アンダーメンバー）                                                                     |
| Type-C 表 | 伊藤万理華・川村真洋・齋藤飛鳥・能條愛未・樋口日奈・他（アンダーメンバー） |
| Type-C 裏 | 伊藤万理華・井上小百合・川後陽菜・川村真洋・齋藤飛鳥・中田花奈・中元日芽香・能條愛未・樋口日奈・和田まあや・他（アンダーメンバー）                                                                                           |
| 通常盤 表 | 秋元真夏・白石麻衣・西野七瀬・橋本奈々未・星野みなみ・堀未央奈・松井玲奈・松村沙友理・他（選抜・アンダーメンバー） |
| 通常盤 裏 | 秋元真夏・衛藤美彩・齋藤飛鳥・白石麻衣・西野七瀬・橋本奈々未・深川麻衣・星野みなみ・松井玲奈・松村沙友理・大和里菜・若月佑美・他（選抜・アンダーメンバー）                                                                   |

CDジャケットのコンセプトは「ライブで盛り上がる乃木坂46メンバー」で、撮影には大型スピーカーや鉄柵などを用いて本物のライブハウスのシチュエーションを作り、普段はライブを披露する側のメンバーが観客側として音楽にのって盛り上がる様を表現している。8thシングル「気づいたら片想い」に引き続き、Type-Cはアンダーメンバーのみで構成されている。

## チャート成績
本作は2014年7月21日付のオリコン週間CDシングルランキングで初登場1位を獲得した。オリコン週間CDシングルランキングにおける乃木坂46のシングルの1位獲得は2ndシングル「おいでシャンプー」から8作連続、通算8作目となった。初週推定売上は42万1622枚を記録し、前作「気づいたら片想い」の約45万8000枚から2作連続で40万枚を突破し、累計推定売上は3作連続で50万枚を突破した。ただし、1stシングル「ぐるぐるカーテン」から前作まで更新していた初週推定売上は、今作で初めて減少に転じ、累計も前作に及ばなかった。

## ミュージック・ビデオ
夏のFree&Easy
監督：丸山健志、衣装：尾内貴美香
都会の夏をテーマに、メンバーが普段買物や食事に出かける渋谷、原宿を舞台に、夏に向けた女の子たちのワクワクした気持ちを表現している。ダンスシーンは「Bershka 渋谷店」を使用し、洋服が陳列されているフロアを片付け、スピーカーやクレーンカメラなどを入れて撮影された。それ以外は渋谷と原宿を中心に撮影され、ラストの部分は足立区栗原にあるギャラクシティで撮影された。
その先の出口
監督：中村太洸
5月中旬に都内のスタジオで撮影された。本作のミュージック・ビデオで最初に撮影されたのが本楽曲で、SKE48からの交換留学生・松井玲奈は、これを通じて乃木坂46のミュージック・ビデオの撮影現場に初合流した。内容は、かつて同じダンスグループにいた9名があることをきっかけに分裂するが、ふたたび同じ想いを共有し、同じステージに立つストーリーになっている。これまでの作品の中でも難易度の高いダンスシーンに挑戦しており、撮影前日、ダンス練習に没頭した白石麻衣・高山一実は、撮影当日の朝に筋肉痛となった。松井玲奈もダンス練習に励み、高山一実・衛藤美彩とスタジオの隅のレッスン場で練習し続け、メインのダンスシーンは60回以上繰り返し撮影された。
無口なライオン
監督：湯浅弘章
ドラマ仕立てになっており、神奈川県三浦市内の廃校や海岸で撮影された。「無口なライオン」とは西野七瀬のことを指し、西野七瀬の幼少期役は小泉遥香、父親役は津田寛治、若月佑美の幼少期役は庭野結芽葉が務めた。
ここにいる理由
監督：近藤大介
5月下旬に都内の日本家屋で撮影された。祖母の家に泊まった夏のある日の朝、テレビから流れる最新のミュージックビデオを見ながら朝食を食べる少女たちが余りにも美味し過ぎる朝食を夢中で食べているうちに時間は過ぎ、気づいたら遅刻しそうになってしまうというストーリーとなっている。
ここにいる理由 Dance Ver.
Dance Ver.は「ここにいる理由」ミュージック・ビデオの食卓シーンのテレビに映し出されていた映像で、本作の発売後に公式YouTubeチャンネルで公開された。本作の付属DVDやミュージック・ビデオ集『ALL MV COLLECTION〜あの時の彼女たち〜』などのパッケージ作品には収録されていない。

## シングル収録トラック

### Type-A
| #         | タイトル                                    | 作詞      | 作曲         | 編曲      | 時間  |
| --------- | ------------------------------------------- | --------- | ------------ | --------- | ----- |
| 1.        | 「夏のFree&Easy」                           | 秋元康    | 井上トモノリ | 橋本幸太  | 5:02  |
| 2.        | 「何もできずにそばにいる」                  | 秋元康    | 角野寿和     | 京田誠一  | 4:16  |
| 3.        | 「その先の出口」                            | 秋元康    | Carlos K.    | Carlos K. | 4:04  |
| 4.        | 「夏のFree&Easy -off vocal ver.-」          |           | 井上トモノリ | 橋本幸太  | 5:02  |
| 5.        | 「何もできずにそばにいる -off vocal ver.-」 |           | 角野寿和     | 京田誠一  | 4:16  |
| 6.        | 「その先の出口 -off vocal ver.-」           |           | Carlos K.    | Carlos K. | 4:03  |
| 合計時間: | 合計時間:                                   | 合計時間: | 合計時間:    | 合計時間: | 26:43 |

| #         | タイトル                        | 作詞      | 作曲・編曲 | 監督               | 時間 |
| --------- | ------------------------------- | --------- | ---------- | ------------------ | ---- |
| 1.        | 「夏のFree&Easy Music Video」   |           |            | 丸山健志           | 5:17 |
| 2.        | 「その先の出口 Music Video」    |           |            | 中村太洸           | 4:39 |
| 3.        | 「生駒里奈×岡野草平・瀧由理子」 |           |            | 岡野草平、瀧由理子 | 1:53 |
| 4.        | 「衛藤美彩×山本ワタル」         |           |            | 山本ワタル         | 4:00 |
| 5.        | 「高山一実×山崎連基」           |           |            | 山崎連基           | 4:02 |
| 6.        | 「中田花奈×ナカバヤシジュン」   |           |            | ナカバヤシジュン   | 4:02 |
| 7.        | 「永島聖羅×中島望」             |           |            | 中島望             | 4:33 |
| 8.        | 「西野七瀬×岡川太郎」           |           |            | 岡川太郎           | 3:20 |
| 9.        | 「樋口日奈×最首英也・辻中輝」   |           |            | 最首英也、辻中輝   | 2:47 |
| 10.       | 「深川麻衣×山田篤宏」           |           |            | 山田篤宏           | 4:04 |
| 11.       | 「星野みなみ×宮川慶大」         |           |            | 宮川慶大           | 2:49 |
| 12.       | 「大和里菜×張間純一」           |           |            | 張間純一           | 4:04 |
| 13.       | 「和田まあや×谷口功・和田大輔」 |           |            | 谷口功、和田大輔   | 4:04 |
| 14.       | 「研究生×山田篤宏 Part 1」      |           |            | 山田篤宏           | 3:49 |
| 合計時間: | 合計時間:                       | 合計時間: | 53:23      |                    |      |

### Type-B
| #         | タイトル                                    | 作詞      | 作曲               | 編曲               | 時間  |
| --------- | ------------------------------------------- | --------- | ------------------ | ------------------ | ----- |
| 1.        | 「夏のFree&Easy」                           | 秋元康    | 井上トモノリ       | 橋本幸太           | 5:02  |
| 2.        | 「何もできずにそばにいる」                  | 秋元康    | 角野寿和           | 京田誠一           | 4:16  |
| 3.        | 「無口なライオン」                          | 秋元康    | Shusui、ヒロイズム | Shusui、ヒロイズム | 4:24  |
| 4.        | 「夏のFree&Easy -off vocal ver.-」          |           | 井上トモノリ       | 橋本幸太           | 5:02  |
| 5.        | 「何もできずにそばにいる -off vocal ver.-」 |           | 角野寿和           | 京田誠一           | 4:16  |
| 6.        | 「無口なライオン -off vocal ver.-」         |           | Shusui、ヒロイズム | Shusui、ヒロイズム | 4:22  |
| 合計時間: | 合計時間:                                   | 合計時間: | 合計時間:          | 合計時間:          | 27:22 |

| #         | タイトル                            | 作詞      | 作曲・編曲 | 監督                   | 時間 |
| --------- | ----------------------------------- | --------- | ---------- | ---------------------- | ---- |
| 1.        | 「夏のFree&Easy Music Video」       |           |            | 丸山健志               | 5:17 |
| 2.        | 「無口なライオン Music Video」      |           |            | 湯浅弘章               | 9:38 |
| 3.        | 「伊藤寧々×tangent」                |           |            | tangent                | 2:02 |
| 4.        | 「伊藤万理華×関和亮」               |           |            | 関和亮                 | 3:08 |
| 5.        | 「川後陽菜×YUKIO-BU」               |           |            | YUKIO-BU               | 2:45 |
| 6.        | 「齋藤飛鳥×青山裕企」               |           |            | 青山裕企               | 4:04 |
| 7.        | 「斎藤ちはる×田口田」               |           |            | 田口田                 | 4:08 |
| 8.        | 「斉藤優里×山岸聖太」               |           |            | 山岸聖太               | 3:51 |
| 9.        | 「桜井玲香×三木聡」                 |           |            | 三木聡                 | 4:07 |
| 10.       | 「白石麻衣×丸山健志」               |           |            | 丸山健志               | 4:49 |
| 11.       | 「橋本奈々未×熊坂出」               |           |            | 熊坂出                 | 4:03 |
| 12.       | 「畠中清羅×志真健太郎・武田さとみ」 |           |            | 志真健太郎、武田さとみ | 4:06 |
| 13.       | 「堀未央奈×秋葉陽児」               |           |            | 秋葉陽児               | 4:05 |
| 14.       | 「研究生×山田篤宏 Part 2」          |           |            | 山田篤宏               | 4:28 |
| 合計時間: | 合計時間:                           | 合計時間: | 60:31      |                        |      |

### Type-C
| #         | タイトル                                    | 作詞      | 作曲         | 編曲      | 時間  |
| --------- | ------------------------------------------- | --------- | ------------ | --------- | ----- |
| 1.        | 「夏のFree&Easy」                           | 秋元康    | 井上トモノリ | 橋本幸太  | 5:02  |
| 2.        | 「何もできずにそばにいる」                  | 秋元康    | 角野寿和     | 京田誠一  | 4:16  |
| 3.        | 「ここにいる理由」                          | 秋元康    | 長谷川湊     | Carlos K. | 3:55  |
| 4.        | 「夏のFree&Easy -off vocal ver.-」          |           | 井上トモノリ | 橋本幸太  | 5:02  |
| 5.        | 「何もできずにそばにいる -off vocal ver.-」 |           | 角野寿和     | 京田誠一  | 4:16  |
| 6.        | 「ここにいる理由 -off vocal ver.-」         |           | 長谷川湊     | Carlos K. | 3:54  |
| 合計時間: | 合計時間:                                   | 合計時間: | 合計時間:    | 合計時間: | 26:25 |

| #         | タイトル                                  | 作詞      | 作曲・編曲 | 監督                       | 時間 |
| --------- | ----------------------------------------- | --------- | ---------- | -------------------------- | ---- |
| 1.        | 「夏のFree&Easy Music Video」             |           |            | 丸山健志                   | 5:17 |
| 2.        | 「ここにいる理由 Music Video」            |           |            | 近藤大介                   | 4:41 |
| 3.        | 「秋元真夏×平野奈央・泉田尚美」           |           |            | 平野奈央、泉田尚美         | 4:03 |
| 4.        | 「井上小百合×頃安祐良」                   |           |            | 頃安祐良                   | 5:02 |
| 5.        | 「川村真洋×大石健弘」                     |           |            | 大石健弘                   | 3:55 |
| 6.        | 「北野日奈子×古城智大・植田正行」         |           |            | 古城智大、植田正行         | 2:14 |
| 7.        | 「新内眞衣×笹川真」                       |           |            | 笹川真                     | 3:55 |
| 8.        | 「中元日芽香×月田茂・山本篤彦・柴谷麻衣」 |           |            | 月田茂、山本篤彦、柴谷麻衣 | 2:54 |
| 9.        | 「能條愛未×岡部潤」                       |           |            | 岡部潤                     | 4:06 |
| 10.       | 「松井玲奈×竹前光昭」                     |           |            | 竹前光昭                   | 4:56 |
| 11.       | 「松村沙友理×吉田徹」                     |           |            | 吉田徹                     | 4:00 |
| 12.       | 「若月佑美×中村太洸」                     |           |            | 中村太洸                   | 3:50 |
| 13.       | 「研究生×山田篤宏 Part 3」                |           |            | 山田篤宏                   | 5:18 |
| 合計時間: | 合計時間:                                 | 合計時間: | 54:11      |                            |      |

### 通常盤
| #         | タイトル                                         | 作詞      | 作曲         | 編曲      | 時間  |
| --------- | ------------------------------------------------ | --------- | ------------ | --------- | ----- |
| 1.        | 「夏のFree&Easy」                                | 秋元康    | 井上トモノリ | 橋本幸太  | 5:02  |
| 2.        | 「何もできずにそばにいる」                       | 秋元康    | 角野寿和     | 京田誠一  | 4:16  |
| 3.        | 「僕が行かなきゃ誰が行くんだ?」                  | 秋元康    | 中土智博     | 中土智博  | 4:22  |
| 4.        | 「夏のFree&Easy -off vocal ver.-」               |           | 井上トモノリ | 橋本幸太  | 5:02  |
| 5.        | 「何もできずにそばにいる -off vocal ver.-」      |           | 角野寿和     | 京田誠一  | 4:16  |
| 6.        | 「僕が行かなきゃ誰が行くんだ? -off vocal ver.-」 |           | 中土智博     | 中土智博  | 4:21  |
| 合計時間: | 合計時間:                                        | 合計時間: | 合計時間:    | 合計時間: | 27:23 |

## 歌唱メンバー

### 夏のFree&Easy
（センター：西野七瀬）
- 3列目：衛藤美彩、井上小百合、斉藤優里、星野みなみ、大和里菜、堀未央奈、高山一実[37]
- 2列目：若月佑美、秋元真夏、桜井玲香、深川麻衣、生駒里奈[37]
- 1列目：松井玲奈、白石麻衣、西野七瀬、橋本奈々未、松村沙友理[37]

今作は前作「気づいたら片想い」のフォーメーションに3列目に1人増し、「バレッタ」以来の17名選抜である。福神は1列目と2列目を合わせた10人が「十福神」となる。深川麻衣は初の福神。大和里菜・兼任の松井玲奈は初の選抜入り、衛藤美彩は「バレッタ」以来、井上小百合・斉藤優里・星野みなみは「ガールズルール」以来の選抜復帰である。また前作の選抜メンバーで活動休止中の生田絵梨花、そして川村真洋、北野日奈子、樋口日奈、和田まあやが今作の選抜メンバーから外れた。

### 何もできずにそばにいる
（センター：西野七瀬）
- 1期生：秋元真夏、生駒里奈、井上小百合、衛藤美彩、斉藤優里、桜井玲香、白石麻衣、高山一実、西野七瀬、橋本奈々未、深川麻衣、星野みなみ、松村沙友理、大和里菜、若月佑美[16]
- 2期生：堀未央奈[16]
- 交換留学生：松井玲奈[16]

歌唱メンバーは、表題曲の選抜メンバーと同じ。

### その先の出口
（センター：白石麻衣）　
- 1期生：秋元真夏、衛藤美彩、白石麻衣、高山一実、橋本奈々未、深川麻衣、松村沙友理、大和里菜[39]
- 交換留学生：松井玲奈[39]

### 無口なライオン
（センター：西野七瀬）
- 1期生：生駒里奈、井上小百合、斉藤優里、桜井玲香、西野七瀬、星野みなみ、若月佑美[15]
- 2期生：堀未央奈[15]

### ここにいる理由
（センター：伊藤万理華）
- 1期生：市來玲奈、伊藤寧々、伊藤万理華、川後陽菜、川村真洋、齋藤飛鳥、斎藤ちはる、永島聖羅、中田花奈、中元日芽香、能條愛未、畠中清羅、樋口日奈、和田まあや[16]
- 2期生：北野日奈子、新内眞衣[16]

アンダーメンバーによる楽曲。上記 ｢背景とリリース｣ の項にもあるように市來玲奈がこの曲の参加をもって乃木坂46を卒業した。

### 僕が行かなきゃ誰が行くんだ?
（センター：西野七瀬）
- 1期生：伊藤万理華、井上小百合、斉藤優里、桜井玲香、中田花奈、西野七瀬、若月佑美[17]

6thシングル「ガールズルール」Type-Cに収録されている「他の星から」と同メンバー。